# Draganówka
Draganówka (ukr. Драгані́вка) – wieś leżąca w rejonie tarnopolskim na Ukrainie, na południowy zachód od Tarnopola.
W Draganówce mają dom zakonny siostry Franciszkanki Maryi Nieustającej Pomocy.

## Historia
- koniec XV wieku – wieś królewska
- 1653 – złupiona przez Kozaków Chmielnickiego
- 1772 – po rozbiorze w granicach Austrii

W II Rzeczypospolitej wieś w powiecie tarnopolskim województwa tarnopolskiego.
W styczniu i marcu 1945 nacjonaliści ukraińscy z OUN-UPA zamordowali tutaj 8 Polaków.

## Rozwój liczebny
- koniec XVI w. – ok. 40 domów (zagród)